# Adud-ad-Din Muhàmmad ibn Abd-Al·lah
Adud-ad-Din Muhàmmad ibn Abd-Al·lah ibn Híbat-Al·lah ibn al-Mudhàffar ibn al-Múslima, més conegut simplement com a Adud-ad-Din Muhàmmad ibn Abd-Al·lah (+1058) fou visir abbàssida dels Banu l-Múslima, rebesnet del visir Ibn al-Múslima. Fou nomenat pel califa Al-Mústadi el 1171.
Fou destituït per orde del turc Kaymaz; fou llavors (vers 1173) que els turcs van saquejar la seva casa. Quan Kaymaz va sortir de Bagdad va poder recuperar el càrrec (1074). Fou assassinat per un ismaïlita el 1178 quan estava a punt de fer el pelegrinatge a la Meca.